# Charles-Frédéric de Saxe-Weimar-Eisenach
 (mai 2019).
Si vous disposez d'ouvrages ou d'articles de référence ou si vous connaissez des sites web de qualité traitant du thème abordé ici, merci de compléter l'article en donnant les références utiles à sa vérifiabilité et en les liant à la section « Notes et références ».
Charles-Frédéric de Saxe-Weimar-Eisenach (2 février 1783, Weimar – 8 juillet 1853, Weimar) est grand-duc de Saxe-Weimar-Eisenach de 1828 à sa mort.

## Biographie
Fils du grand-duc Charles-Auguste de Saxe-Weimar-Eisenach et de Louise de Hesse-Darmstadt, il succède à son père à sa mort. Sous son règne, le rayonnement culturel de la cour de Weimar ne diminue pas, attirant des compositeurs comme Hummel ou Liszt. La première de l'opéra Lohengrin de Richard Wagner, dirigée par Liszt, a lieu à Weimar le 28 août 1850. Cependant le scandale de l'adultère affichée de Liszt avec la princesse Carolyne de Sayn-Wittgenstein, oblige le couple à quitter le grand-duché. Son cercueil se trouve dans le caveau princier (de) du cimetière historique de Weimar (de).

## Descendance

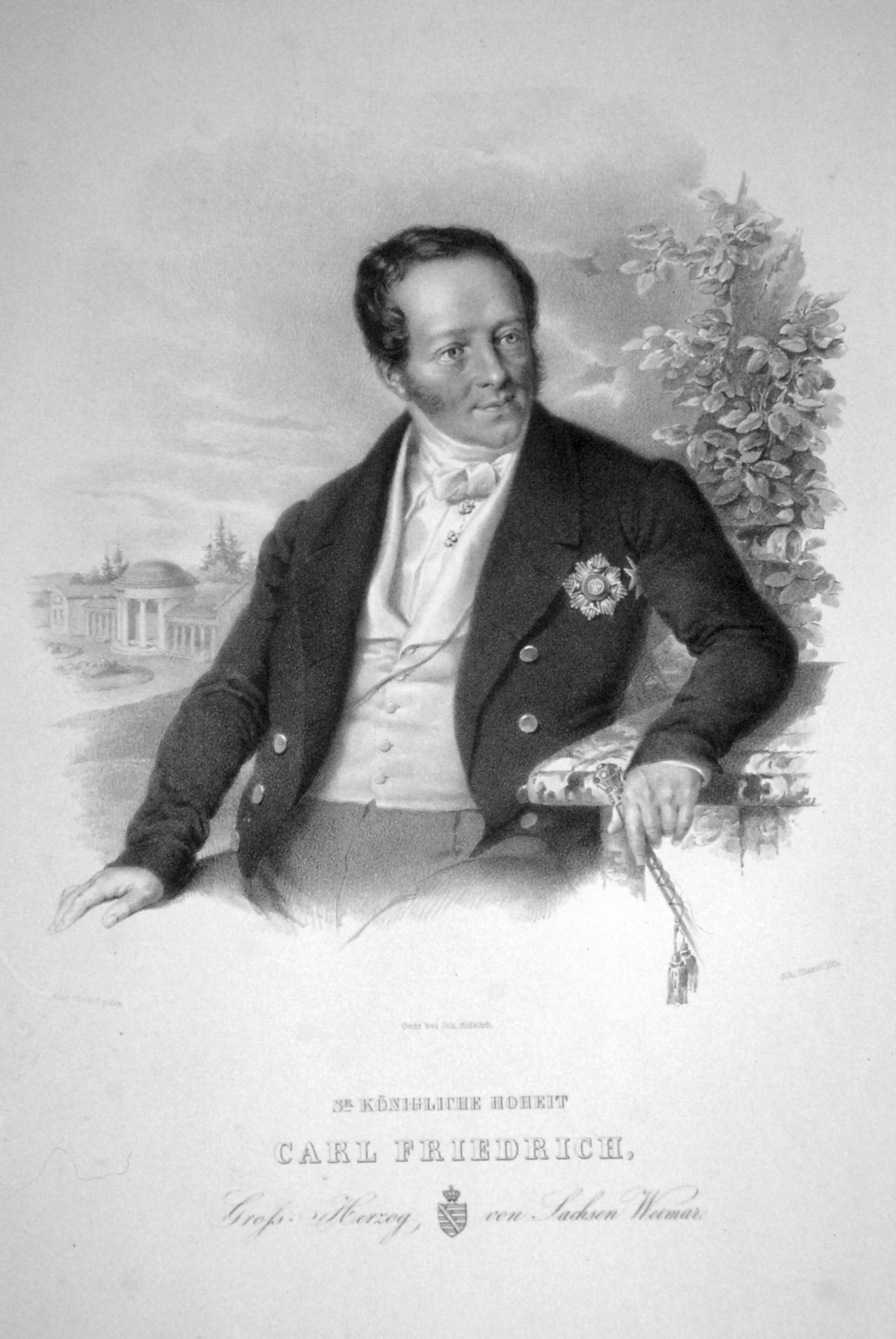
Charles-Frédéric, lith. de Johann Baptist Clarot.

Le 3 août 1804, Charles-Frédéric épouse la grande-duchesse Marie Pavlovna de Russie (1786-1859), fille du tsar Paul Ier de Russie,. Ils ont quatre enfants :
- Paul-Alexandre-Charles-Constantin (25 septembre 1805 – 10 avril 1806) ;
- Marie-Louise-Alexandrine (3 février 1808 – 18 janvier 1877), épouse en 1827 le prince Charles de Prusse ;
- Marie-Louise-Auguste-Catherine (30 septembre 1811 – 7 janvier 1890), épouse en 1829 le prince Guillaume de Prusse, futur empereur Guillaume Ier d'Allemagne ;
- Charles-Alexandre-Auguste-Jean (24 juin 1818 – 5 janvier 1901), grand-duc de Saxe-Weimar-Eisenach.